# Bruno Bellone
Bruno Bellone (ur. 14 marca 1962 w Tulonie) – francuski piłkarz występujący na pozycji napastnika. Z reprezentacją Francji, w której barwach rozegrał 34 mecze, zdobył mistrzostwo Europy w 1984 roku oraz wywalczył III miejsce na mistrzostwach świata 1986.

## Kariera piłkarska
W latach 1980–1987 był zawodnikiem AS Monaco, gdzie zyskał miano jednego z najciekawszych i najskuteczniejszych napastników swojego pokolenia. W ciągu tego okresu zdobył mistrzostwo i Puchar Francji, a z reprezentacją, w której zadebiutował w 1981 roku, wywalczył mistrzostwo Europy oraz startował na dwóch turniejach o Puchar Świata.
W 1987 roku odszedł do AS Cannes, ale niemal cały sezon spędził na leczeniu kontuzji. Podobnie było w Montpellier HSC, dokąd przeszedł rok później.
Bruno Bellone w 1990 roku, w wieku dwudziestu ośmiu lat, zmuszony został z powodu poważnego urazu zakończyć piłkarską karierę.

## Sukcesy piłkarskie
- mistrzostwo Francji 1982 oraz Puchar Francji 1985 z AS Monaco

W reprezentacji Francji od 1981 do 1988 roku rozegrał 34 mecze i strzelił 2 gole – mistrzostwo Europy w roku 1984, wywalczył III miejsce na Mundialu 1986 oraz IV miejsce na Mistrzostwach Świata 1982.